# Jason Preston

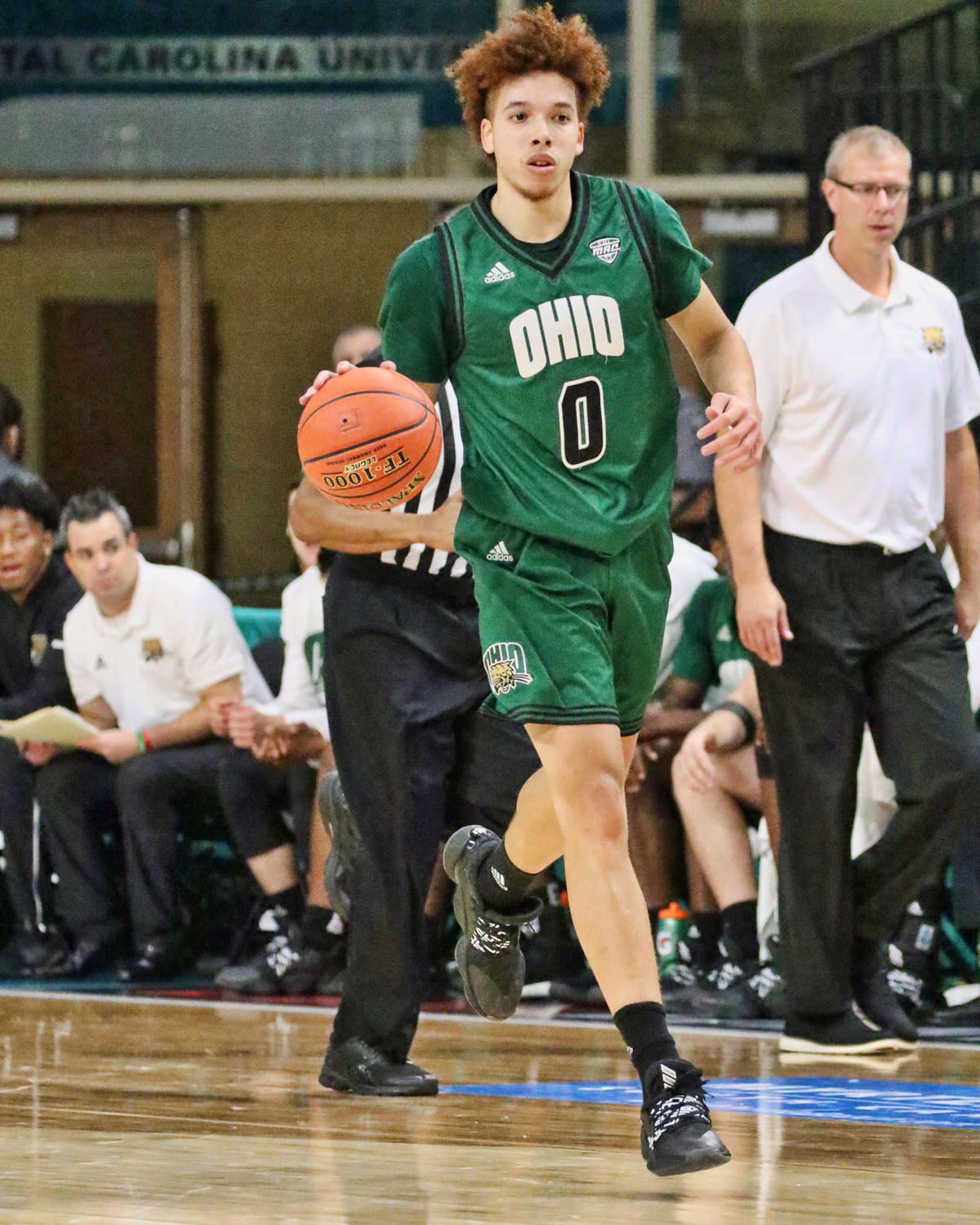
Jason Preston, 2019.

Jason Preston, född 10 augusti 1999 i Coral Springs i Florida, är en amerikansk professionell basketspelare (PG) som spelar för Los Angeles Clippers i National Basketball Association (NBA). Han har tidigare spelat för Utah Jazz.
Preston draftades av Orlando Magic i andra rundan i 2021 års draft som 33:e spelare totalt.
Innan han blev proffs studerade Preston vid Ohio University och spelade för deras idrottsförening Ohio Bobcats.